# Ralo
Ralo je poljodjelska sprava za oranje i rahljenje tla koju vuku životinje. Jednostavne je drvene konstrukcije, umjeli su ju izraditi sami ratari, sa željeznom oštricom kovačke izradbe. Sastoji se od uspravne ručke za upravljanje, produžene u vodoravni dio (plaz), na vrhu kojega je trokutasti željezni lemeš s dvjema simetričnim oštricama. Ravnim ili koljenastim rudom (oje), spojenim s ručkom i/ili plazom, ralo je povezano sa zapregom, a klinovima koji su u te dijelove umetnuti određuje se dubina oranja. Potvrđeno oko 2000 god. pr. Kr. na Kreti i Cipru, a zatim u Italiji, srednjoj i sjevernoj Europi. U Hrvatskoj se u priobalju i na nekim jadranskim otocima rabilo još u 20. stoljeću.

## Povijest
Plug se razvio iz ručnoga rala i motike već u neolitiku (mlađe kameno doba) na području Mezopotamije. U 2. tisućljeću pr. Kr. upotrebljavao se u sjevernoj Italiji i južnoj Švedskoj, a u 1. tisućljeću pr. Kr. na cijelom području Sredozemlja, u istočnoj Europi i Kini. Amerika, južna Afrika, Australija i Oceanija nisu poznavale plug sve do europske kolonizacije. Prvi plugovi bili su izrađeni od drva; za vuču je služila stoka (vol, bivol, deva, jak, konj). Njima se moglo orati većinom samo rahlo, nizinsko tlo, jer su bili lagani i krhki. Premda su već antički narodi okivali plugove, tek su se u 18. stoljeću pojedini drveni dijelovi zamjenjivali dijelovima od kovana željeza. U 19. stoljeću prevladavali su željezni, industrijski proizvedeni plugovi, za vuču kojih su se upotrebljavali strojevi. 
U hrvatskom tradicijskom ratarstvu upotrebljavali su se drveni plugovi, izrađeni od tvrda drva (najčešće bukovine), proizvod seoskih kolara i kovača. Sredinom 19. stoljeća potisnuli su ih željezni, tvorničke proizvodnje, koje od 1960-ih vuku traktori. U priobalju i na nekim jadranskim otocima oralo se jednostavnijim oruđem ralom.

### Plug
Plug je vrsta oruđa ili poljoprivrednog alata kojim se obrađuje (ore) tlo. Glavni su mu dijelovi: 
- lemeš ili ralo, koje služi za vodoravno rezanje brazde;
- crtalo ili nož, za okomito rezanje brazde,
- odgrnjača ili daska, za prevrtanje i drobljenje brazde;
- između ruda i (volovske ili konjske) zaprege nalaze se i plužna kolica, ornice, s dva nejednaka kotača.

Suvremeni se plugovi izrađuju kao jednobrazdni, dvobrazdni i višebrazdni, a koriste se uglavnom traktorskom vučom. Osim lemešnoga pluga upotrebljavaju se i tanjurasti (diskosni) plugovi, kod kojih ulogu lemeša i crtala obavljaju tanjuri vrlo oštra ruba, koji režu i miješaju masu tla. U odnosu na lemešni plug, zahvaćaju plići sloj tla, odlično miješaju gnojiva i materijal za kalcifikaciju, te uništavaju izniknule korove.